# 阿迦汗三世
阿加汗三世（Aga Khan III，真名为苏丹·穆罕默德—沙阿（Sultan Mahomed Shah），1877年11月2日—1957年7月11日），印度政治家，伊斯兰教什叶派伊斯玛仪派尼扎里教派第48代伊玛目（1885年起）。
阿加汗三世出身于信德省一个富有的地主家庭，是伊斯玛仪派尼扎里教派伊玛目阿迦汗二世的儿子，生于今天巴基斯坦的卡拉奇。他在欧洲接受高等教育。在他的父亲于1885年去世后，阿加汗三世继承父位成为伊斯玛仪派尼扎里教派的首领。1902年—1904年，他是印度总督会议的成员，由于支持英国殖民当局而被英国王室授予爵士称号。阿加汗三世是印度穆斯林联盟中的右翼代表，曾任该联盟主席，但在1913年因联盟反对英国殖民统治而退出。在第一次世界大战中，他成功说服其信徒以及印度的许多其他派别的穆斯林支持协约国。阿加汗三世率领印度代表团出席了1930年—1932年的伦敦圆桌会议。在1932年和1934年—1937年他又率团参加国际联盟的多次会议，并主持了1937年的大会。
他也是印度阿里格尔穆斯林大学的主要出资者。

## 赛马
阿加汗三世是一个出名的体育爱好者。由于他的巨大财富，他有能力拥有极为昂贵的赛马群。在二战前，阿加汗三世的赛马一直是世界上最好的赛马，在二千堅尼錦標、葉森打吡和聖烈治錦標中获得过十几次冠军。

## 著作
阿加汗三世写有《变化中的印度》和《回忆录》。